# Brunia nodiflora
Brunia nodiflora är en tvåhjärtbladig växtart som beskrevs av Carl von Linné. Brunia nodiflora ingår i släktet Brunia och familjen Bruniaceae. Inga underarter finns listade.

## Bildgalleri

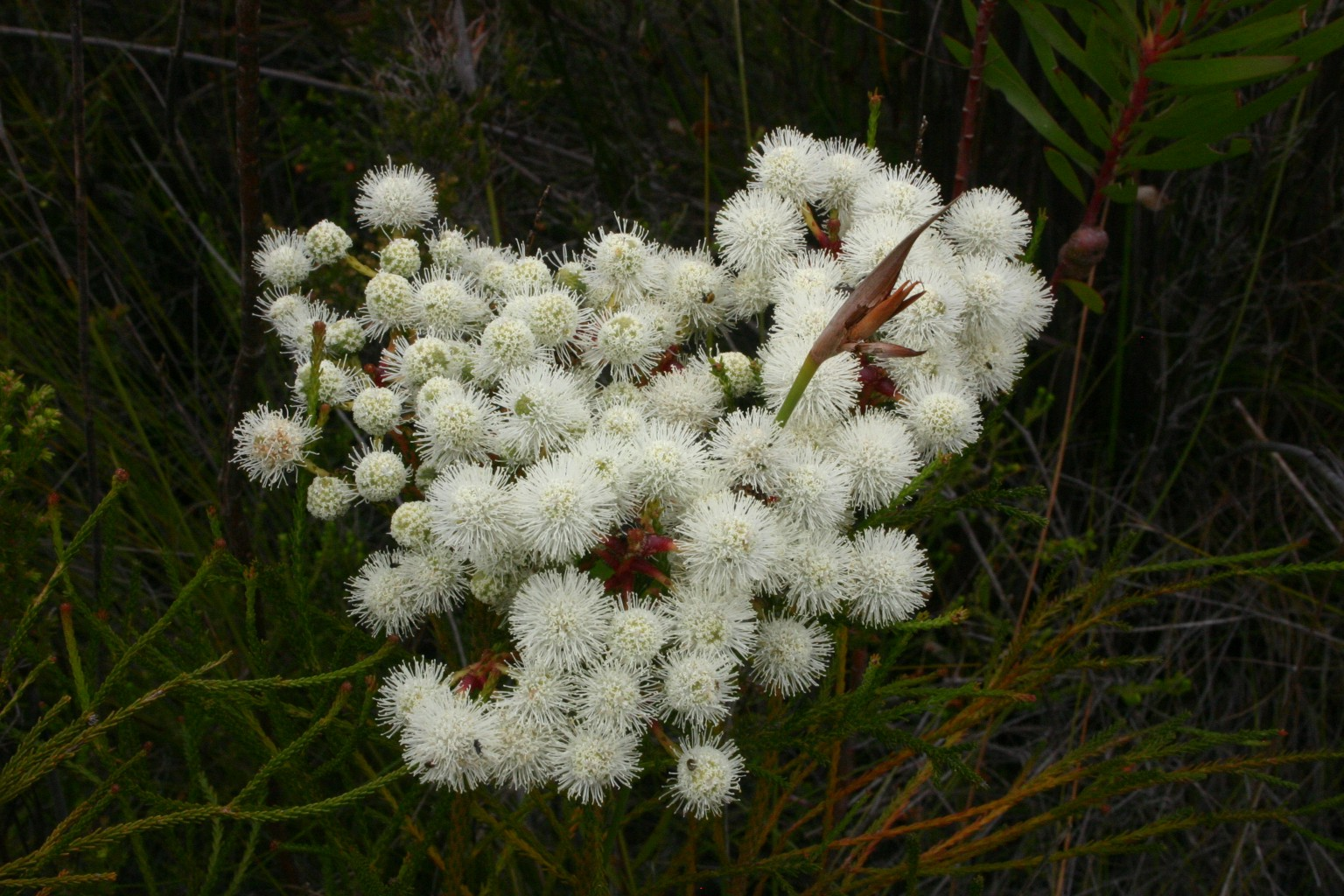
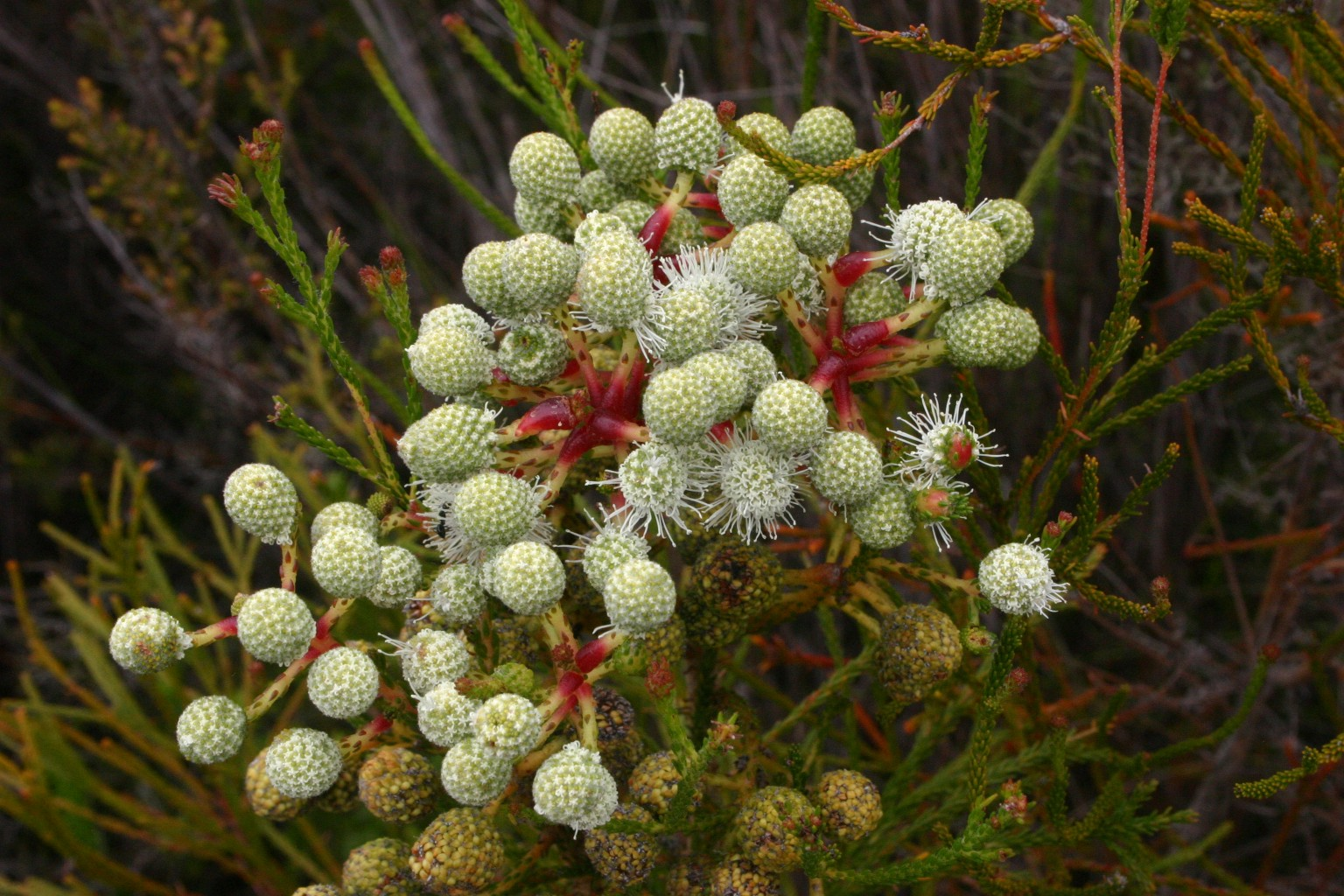
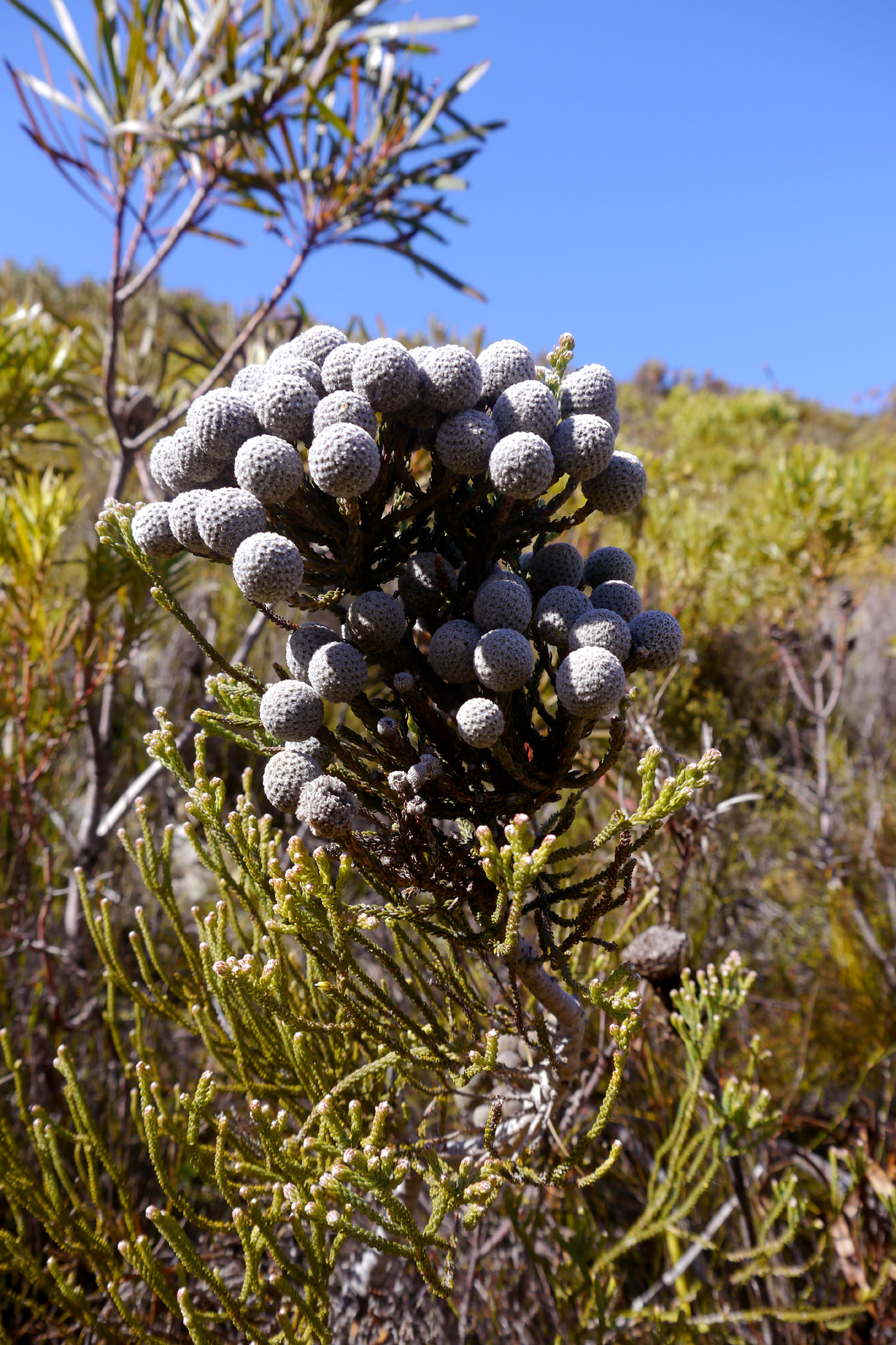
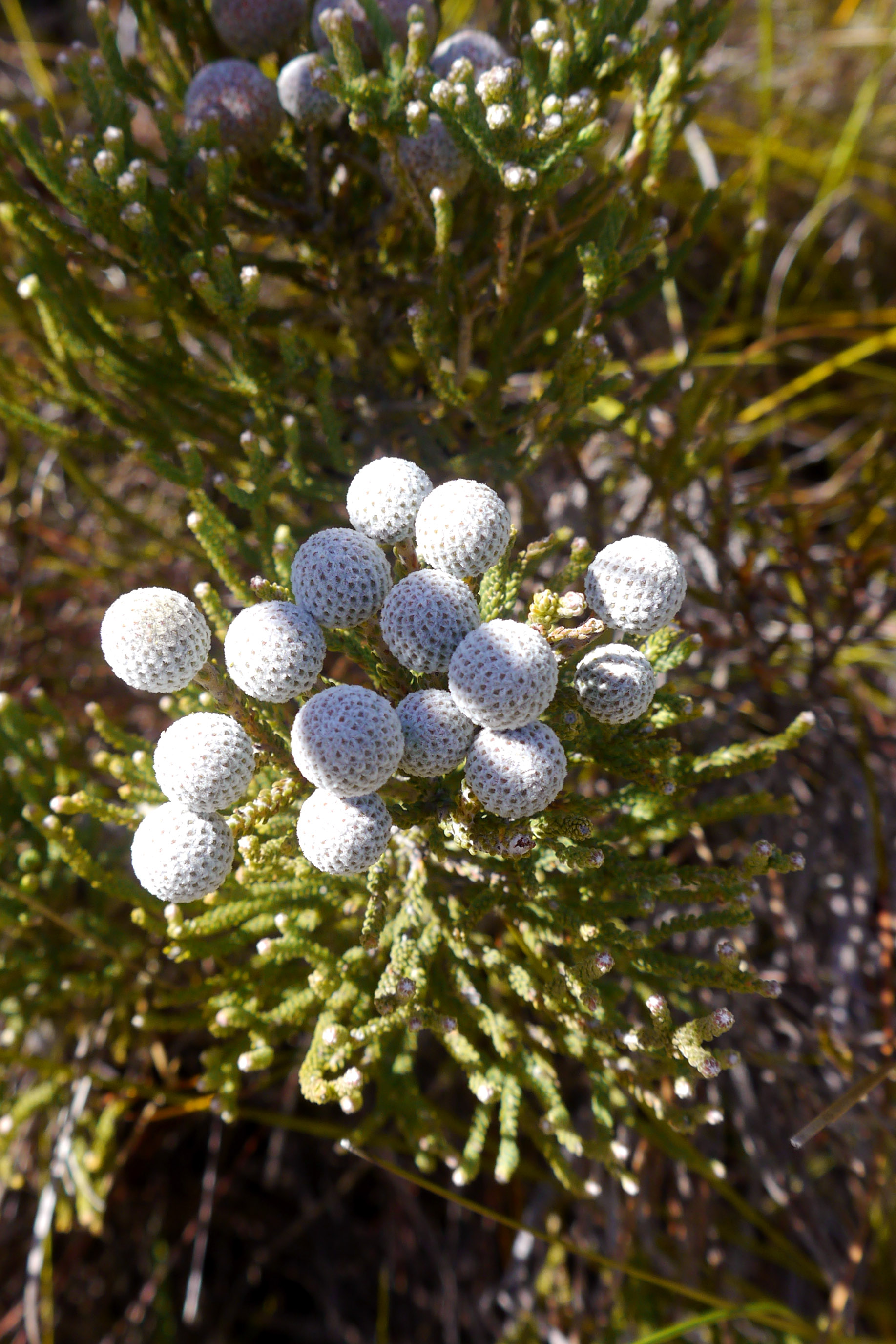
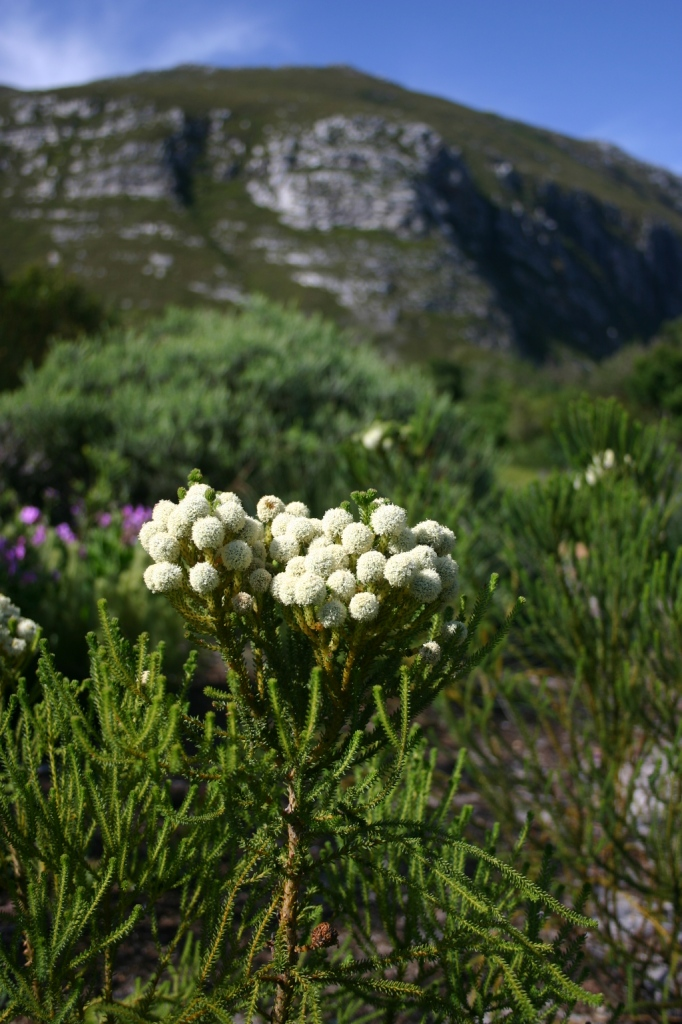
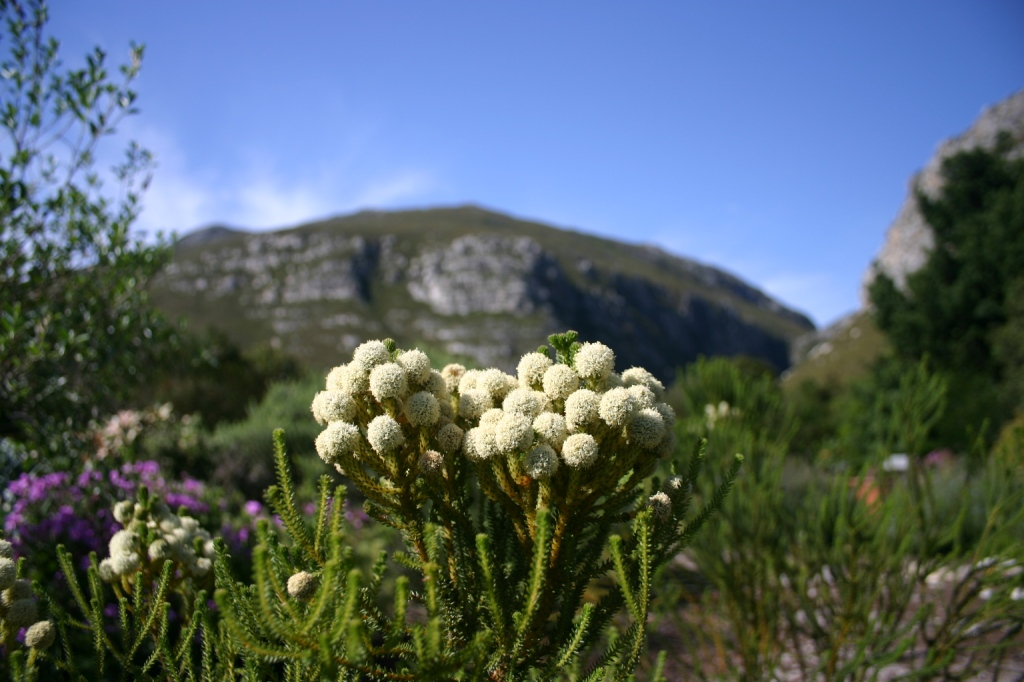